# 瀚海都护府
瀚海都护府，唐朝管理北方铁勒诸族的都护府，安北都护府的前身。
唐太宗贞观二十一年（647年），铁勒、回纥等十三个部落内附唐朝，唐太宗在阴山之麓的单于台（在今内蒙古杭锦后旗北乌加河（古黄河）北岸）设置燕然都护府，以扬州司马李素立为都护，管理这十三个部落，辖境东到大兴安岭、西到阿尔泰山、南到戈壁、北到贝加尔湖的整个蒙古高原。
唐高宗永徽元年（650年），唐朝又在云州设立了单于都护府（云州云中县西北也有一个单于台，以此得名），与燕然都护府以沙漠为界，南北分治铁勒（漠北）与突厥（漠南）。
龙朔三年（663年）二月十五日，燕然都护府改称瀚海都护府，治所迁移到回纥本部（今蒙古国哈尔和林）。单于都护府改名云中都护府，移置云中故城（今内蒙古托克托县古城乡），仍以碛为界，碛北诸蕃州悉隶瀚海，碛南并隶云中。
总章二年（669年）八月，瀚海都护府又改称安北都护府。

## 羁縻州
瀚海都护府（650年—663年，单于都护府）
| 都督府       | 州名   | 现在地名                             | 备注 |
| ------------ | ------ | ------------------------------------ | ---- |
| 云中州都督府 | 云中州 | 内蒙古自治区和林格尔县土城子乡土城子 |      |
| 云中州都督府 | 舍利州 | 内蒙古呼和浩特市                     |      |
| 云中州都督府 | 那州   | 内蒙古清水河县                       |      |
| 云中州都督府 | 绰州   | 内蒙古卓资县                         |      |
| 云中州都督府 | 贺鲁州 | 内蒙古乌拉特前旗大佘太镇             |      |
| 云中州都督府 | 那吉州 | 内蒙古包头市                         |      |
| 定襄州都督府 | 定襄州 | 河北省张北县张北镇                   |      |
| 定襄州都督府 | 阿德州 | 内蒙古镶黄旗                         |      |
| 定襄州都督府 | 执失州 | 内蒙古正镶白旗                       |      |
| 定襄州都督府 | 苏农州 | 内蒙古苏尼特左旗                     |      |
| 定襄州都督府 | 艺失州 | 内蒙古察哈尔右翼前旗                 |      |
| 定襄州都督府 | 毕失州 | 内蒙古商都县                         |      |
| 定襄州都督府 | 郁射州 | 内蒙古兴和县                         |      |
| 呼延州都督府 | 呼延州 | 内蒙古乌拉特中旗温更镇阿拉腾呼舒     |      |
| 狼山州都督府 | 狼山州 | 蒙古国科布多省                       |      |
| 狼山州都督府 | 浑河州 | 蒙古国扎布汗省                       |      |

瀚海都护府（663年—669年，安北都护府）
| 都督府         | 州名     | 现在地名                                 | 备注 |
| -------------- | -------- | ---------------------------------------- | ---- |
| 瀚海州都督府   | 瀚海州   | 蒙古国后杭爱省赫吞特县东北               |      |
| 瀚海州都督府   | 金水州   | 蒙古国后杭爱省巴特臣盖拉县               |      |
| 燕然州都督府   | 燕然州   | 蒙古国中央省西                           |      |
| 卢山州都督府   | 卢山州   | 蒙古国中戈壁省西                         |      |
| 龟林州都督府   | 龟林州   | 蒙古国中央省东                           |      |
| 金微州都督府   | 金微州   | 蒙古国肯特省温都尔汗                     |      |
| 幽陵州都督府   | 幽陵州   | 蒙古国东方省巴彦乌拉县                   |      |
| 新黎州都督府   | 新黎州   | 蒙古国乌布苏省                           |      |
| 达浑州都督府   | 达浑州   | 蒙古国苏赫巴托尔省                       |      |
| 达浑州都督府   | 姑衍州   | 蒙古国苏赫巴托尔省额尔德尼查干县         |      |
| 达浑州都督府   | 步讫若州 | 蒙古国苏赫巴托尔省                       |      |
| 达浑州都督府   | 鹘州     | 蒙古国苏赫巴托尔省                       |      |
| 达浑州都督府   | 低粟州   | 蒙古国苏赫巴托尔省                       |      |
| 坚昆州都督府   | 坚昆州   | 俄罗斯哈卡斯共和国阿巴坎                 |      |
| 贺兰州都督府   | 贺兰州   | 蒙古国东戈壁省                           |      |
| 贺兰州都督府   | 榆溪州   | 蒙古国中戈壁省东                         |      |
| 大漠州都督府   | 大漠州   | 新疆福海县                               |      |
| 大漠州都督府   | 金附州   | 新疆布尔津县                             |      |
| 玄池州都督府   | 玄池州   | 哈萨克斯坦東哈薩克斯坦州斋桑             |      |
| 玄池州都督府   | 玛勒州   | 哈萨克斯坦東哈薩克斯坦州库尔丘姆         |      |
| 阴山州都督府   | 阴山州   | 新疆额敏县额敏镇叶密立古城               |      |
| 阴山州都督府   | 咽面州   | 哈萨克斯坦塔尔迪库尔干州于恰拉尔         |      |
| 阴山州都督府   | 金牙州   | 哈萨克斯坦塔尔迪库尔干州塔尔迪库尔干市   |      |
| 狼山州都督府   | 狼山州   | 蒙古国科布多省                           |      |
| 狼山州都督府   | 浑河州   | 蒙古国扎布汗省                           |      |
| 居延州都督府   | 居延州   | 内蒙古自治区锡林浩特市                   |      |
| 居延州都督府   | 窴顏州   | 内蒙古自治区东乌珠穆沁旗                 |      |
| （直属都护府） | 蹛林州   | 蒙古国前杭爱省北                         |      |
| （直属都护府） | 皋兰州   | 蒙古国巴彦洪戈尔省北                     |      |
| （直属都护府） | 浚稽州   | 蒙古国前杭爱省博格多县科布多             |      |
| （直属都护府） | 溪弹州   | 蒙古国巴彦洪戈尔省南                     |      |
| （直属都护府） | 仙萼州   | 蒙古国库苏古尔省阿拉格额尔德尼县哈德哈勒 |      |
| （直属都护府） | 鸡田州   | 蒙古国布尔干省                           |      |
| （直属都护府） | 燕山州   | 蒙古国后杭爱省温都尔乌兰县               |      |
| （直属都护府） | 稽落州   | 蒙古国色楞格省                           |      |
| （直属都护府） | 余吾州   | 俄罗斯伊尔库茨克州                       |      |
| （直属都护府） | 鸡鹿州   | 俄罗斯布里亚特自治共和国乌兰乌德市       |      |
| （直属都护府） | 烛龙州   | 俄罗斯赤塔州                             |      |

## 延伸阅读
[在维基数据编辑]
 《舊唐書·卷194上》，出自刘昫《舊唐書》